# Excalfactoria
Excalfactoria – rodzaj ptaków z podrodziny bażantów (Phasianinae) w rodzinie kurowatych (Phasianidae).

## Zasięg występowania
Rodzaj obejmuje gatunki występujące w Azji, Australazji i Afryce.

## Morfologia
Długość ciała 12–15 cm, rozpiętość skrzydeł około 25 cm; masa ciała 20–57 g.

## Systematyka

### Etymologia
- Excalfactoria (Excalphatoria): epitet gatunkowy Coturnix excalfactoria Temminck, 1815; łac. excalfactorius „ogrzewanie”, od excalfacere „podgrzać”, od calefacere „ogrzewać”, od calere „być gorącym”; facere „robić”[6].
- Compsortyx: gr. κομψος kompsos „elegancki”; ορτυξ ortux, ορτυγος ortugos „przepiórka”[7]. Nowa nazwa dla Excalfactoria.

### Podział systematyczny
Do rodzaju należą następujące gatunki:
- Excalfactoria chinensis (Linnaeus, 1766) – przepiórka chińska
- Excalfactoria adansonii (J. Verreaux & E. Verreaux, 1851) – przepiórka modra